# Sionne (Fluss)
Die Sionne ist ein elf Kilometer langer rechter Nebenfluss der Rhone im Schweizer Kanton Wallis. Sie durchfliesst das unterhalb des Wildhorns gelegene Vallée de la Sionne und mündet in Sitten (Sion) in die Rhone.